# Dobrzanka (przystanek kolejowy)
Dobrzanka – zlikwidowany przystanek stargardzkiej kolei wąskotorowej w Dobrej, w województwie zachodniopomorskim, w Polsce. Przystanek został zlikwidowany po 1945 roku.